# Война саньфань
Война саньфань или Восстание трёх «князей-данников» (кит. трад. 三藩之亂, упр. 三藩之乱, пиньинь sān fān zhī luàn, 1673—1681) — восстание трёх китайских вассалов Цинской империи против маньчжурского господства; на стороне восставших выступило также признававшее власть империи Мин государство семьи Чжэн. После подавления восстания маньчжуры установили свою власть над всем материковым Китаем.

## Предыстория
В 1661 году, когда скончался император Айсиньгёро Фулинь, и от имени семилетнего Айсиньгиоро Сюанье империей стал управлять регентский совет во главе с князем Сонготу, цинское правительство, желая избежать новой вспышки сопротивления и новой военной кампании, выполнило своё старое обещание о передаче завоёванных армиями «четырёх князей» провинций в личное владение этих полководцев. Так произошёл территориальный раздел Китая к югу от реки Янцзы:
- провинции Чжэцзян, Цзянси и Хунань, а также юг Цзянсу, часть Гуйчжоу и ряд областей Гуанси отошли к маньчжурам, став непосредственной частью империи Цин;
- провинцию Фуцзянь получил в качестве «даннического княжества» Гэн Цзимао (сын умершего в 1651 году Гэн Чжунмина, ставший после смерти отца главнокомандующим его армией); после смерти Гэн Цзимао в 1671 году оно перешло к его сыну Гэн Цзинчжуну;
- провинция Гуандун и прилегающие области Гуанси перешли во владение Шан Кэси;
- провинцию Юньнань и соседние с ней области Гуйчжоу получил У Саньгуй; посредством верных лично ему военачальников-китайцев он также контролировал Гуанси, Шэньси и Ганьсу и имел сильные позиции в Сычуани.

Оставшийся верным властям династии Мин Чжэн Чэнгун в 1661 году захватил остров Тайвань и сделал его своей базой. После смерти Чжэн Чэнгуна в 1662 году власть над Тайванем взял в свои руки его сын Чжэн Цзин, продолживший борьбу против Цинской империи.
Маньчжурами на трёх новых правителей возлагалась миссия политического умиротворения и хозяйственного восстановления разорённых многолетней войной провинций. «Князья-данники» должны были выполнять приказы из Пекина. Так как кроме княжеских титулов они получили ещё и должности цинских наместников провинций, то князья оказались в двойственном положении: они сами делали упор на свой владетельский статус правителей, а маньчжурские властители, наоборот, на первый план выдвигали их должностные обязанности цинских сановников. Так, Гэн Цзинчжун был вынужден в начале 1660-х по приказу из Пекина начать войну против Чжэн Цзина.

## Перед войной
К 1673 году и империя, и княжества привели в относительный порядок свои территории, их войска были в боевой готовности. Армия У Саньгуя насчитывала 80 тысяч солдат, у Гэн Цзинчжуна имелись 150 тысяч бойцов и сильный флот; 70-летний Шан Кэси был прикован болезнью к постели и удерживал своего сына Шан Чжисиня и армию от неосторожных действий. Правительство Сонготу решило в вопросах, связанных с княжествами, вести себя осторожно, однако молодой император перестал слушать советов. У Саньгуй был обвинён им в отказе присылать ко двору «дань» и прибыть в Пекин с раскаянием.
Весной 1673 года молодой император в ультимативной форме предложил «князьям-данникам» сложить с себя власть. Чувствуя свою силу и поэтому надеясь на отказ, князья подали просьбы об отставке, однако в сентябре она была принята. Сюанье издал указ о роспуске княжеских армий; самим правителям было предложено явиться в Пекин (их было решено поселить в Маньчжурии, что означало ссылку).

## Ход войны

### Мятеж У Саньгуя
У Саньгуй призвал всех китайцев подняться на борьбу с «северными варварами», объединившись под его руководством. В декабре 1673 года он отказался от цинского летоисчисления, восстановил стандарты эпохи Мин, и двинул свою армию в району Гуйчжоу и Гуанси, отошедшие к Цинской империи. Восстание поддержали высшие чины Юньнани, Гуйчжоу и Сычуани, однако народ не спешил встать под знамёна предателя родины, который в предыдущие десятилетия проявил себя как прислужник завоевателей и кровавый каратель. Сторонники У Саньгуя просили его выступить в поход на Пекин, однако он предпочёл создать своё государство в Юго-Западном Китае.
Весной 1674 года армия У Саньгуя двинулась в провинцию Хунань, где на её сторону массово переходили китайские войска «зелёного знамени»; примкнул к нему и военачальник провинции Гуанси Сунь Тинлин. Против империи Цин взбунтовались также войска «зелёного знамени» в Шэньси, Ганьсу и Хубэе.

### Мятеж Гэн Цзинчжуна и его союз с Чжэн Цзином
В 1674 году Гэн Цзинчжун повёл свои войска из провинции Фуцзянь в наступление на провинцию Чжэцзян, однако встретил там стойкую оборону. Тогда он перебросил армию в Цзянси, нанеся удар в тыл цинским силам, противостоящим У Саньгую, однако здесь цинская армия во главе с дядей императора разгромила его войска. К тому же в 1675 году Фуцзяньский флот Гэн Цзинчжуна потерпел поражение от Чжэн Цзина.
У Саньгуй настоял на примирении и союзе Гэна и Чжэна, пообещав последнему две, а потом три области в Фуцзяни. После высадки войск Чжэн Цзина на побережье на их сторону стали один за другим переходить города, гарнизоны и области.

### Цинская империя обороняется
Цинская империя оказалась в крайне тяжёлом положении: из 15 провинций от неё отпали шесть; в Монголии против империи выступил потомок правителей империи Юань чахарский князь Буринай, стремившийся восстановить в Пекине монгольскую династию. Опасаясь всенародного восстания и перехода оставшихся в повиновении китайских войск на сторону взбунтовавшихся князей, цинское правительство избегало использования в военных действиях войск «зелёного знамени».
Однако антиманьчжурский мятеж возглавили слишком одиозные личности (в особенности ненавистным для китайских патриотов был У Саньгуй, убивший последнего южноминского императора). Непопулярные в народе князья не получили активной поддержки. Им не помогло даже то, что после смерти в 1676 году Шан Кэси его сын и наследник Шан Чжисинь откликнулся на призыв У Саньгуя.

### Цинское контрнаступление
После стабилизации фронта против У Саньгуя сильная цинская армия в 1676 году вторглась в Фуцзянь. Разбитый Гэн Цзинчжун капитулировал и смиренно отправился в Пекин; получив прощение и сохранив свои княжество и армию, он двинул свои войска вместе с цинскими против Чжэн Цзина, заставив того отойти на острова Цзиньмэнь и Сямэнь.
Развивая успех, цинские части двинулись в Гуандун и в 1677 году заняли Гуанчжоу. Шан Чжисинь капитулировал, явился с повинной и был прощён. Он сохранил титул, руководил обороной побережья от патриотических сил, но был лишён реальной власти.
В марте 1678 года У Саньгуй объявил в Хэнчжоу о создании империи Чжоу, а себя провозгласил императором — Чжоу-ди. Через полгода после коронации он скончался, и на трон вступил его внук У Шифань. В 1679 году император Сюанье отстранил князя Сонготу от управления государством и взял всю власть в свои руки. Борьба между государствами Цин и Чжоу шла с переменным успехом.

### Второе наступление антицинских сил
В 1678 году флот Чжэн Цзина осуществил вторую высадку крупных воинских соединений на побережье Фуцзяни, которые вместе с Лю Госюанем повели успешное наступление против цинских войск. Это подтолкнуло Гэн Цзинчжуна вновь выступить против маньчжуров, что окончилось неудачей и пленением князя. По мере затягивания войны в неё стали вовлекаться всё более широкие слои населения, превращая династийную войну между государствами в патриотическую войну сопротивления иноземным захватчикам. Это вынудило цинское правительство объявить о послаблениях во внутренней политике.

### Победа Цинской империи
Летом 1679 года цинский флот одержал верх над «пиратскими» эскадрами. В 1680 году было подавлено восстание Ян Цилуна в провинции Шэньси. После ряда неудач войска Чжэн Цзина и Лю Госюаня отошли на острова у побережья, где были разбиты в двух морских сражениях, и эвакуировались на Тайвань. Под напором цинской армии войска У Шифаня отступили из Хунани в Гуйчжоу, а затем в Юньнань. В 1681 году цинские войска овладели Куньмином.

## Итоги и последствия
После падения Куньмина У Шифань покончил с собой. В следующем году маньчжурами был казнён Гэн Цзинчжун. В результате подавления мятежа трёх князей-данников к Цинской империи были присоединены южные и юго-западные провинции Китая. Сконцентрировав высвободившиеся силы, маньчжуры захватили Тайвань и уничтожили государство семьи Чжэн.